# Adenízia da Silva
Adenízia Aparecida Ferreira da Silva, född 18 december 1986 i Ibiaí i Brasilien, är en volleybollspelare (center). Hon blev olympisk guldmedaljör i volleyboll vid sommarspelen 2012 i London.

## Klubbar
| År        | Klubb                               |
| --------- | ----------------------------------- |
| 2007-2009 | Finasa/Osasco                       |
| 2009-2016 | Osasco Voleibol Clube               |
| 2016-2020 | Pallavolo Scandicci Savino Del Bene |
| 2020-     | AV Bauru                            |